# Manaquí barbat collblanc
El manaquí barbat collblanc (Manacus candei) és un ocell de la família dels píprids (Pipridae).

## Hàbitat i distribució
Habita el sotabosc de la selva pluvial, clars, densa vegetació secundària i matolls de les terres baixes des de Mèxic al sud de Veracruz, nord d'Oaxaca, Tabasco, Chiapas, sud de Campeche i sud de Quintana Roo cap al sud, pel vessant del Carib fins l'est de Costa Rica.